# Otfrid Pustejovsky
Otfrid Pustejovsky (* 1934 Moravská Ostrava, Československo) je německý historik, zaměřující se na české dějiny.

## Život
Otfrid Pustejovsky studoval historii, germanistiku a katolickou teologii v Mnichově, Vídni a Chicagu. Později se věnoval i slavistice. Ve svém historiografickém díle se zaměřuje na české a československé dějiny. V současnosti žije v bavorském Waakirchenu.

## Dílo
- Die Konferenz von Potsdam und das Massaker von Aussig am 31. Juli 1945: Untersuchung und Dokumentation. München: Herbig, ©2001. 575 s. ISBN 3-7766-2196-6.
- Christlicher Widerstand gegen die NS-Herrschaft in den Böhmischen Ländern: eine Bestandsaufnahme zu den Verhältnissen im Sudetenland und dem Protektorat Böhmen und Mähren. Münster: Lit, 2009. vii, 238 s. Beiträge zu Theologie, Kirche und Gesellschaft im 20. Jahrhundert; Bd. 18. ISBN 978-3-8258-1703-9.
- In Prag kein Fenstersturz. Originalaus. München: Deutscher Taschenbuch Verl., 1968. 231 s.
- Schlesiens Übergang an die böhmische Krone: Machtpolitik Böhmens im Zeichen von Herrschaft und Frieden. Köln: Böhlau, 1975. xlviii, 267 s. Forschungen und Quellen zur Kirchen- und Kulturgeschichte Ostdeutschlands; Band 13.
- Stalins Bombe und die "Hölle von Joachimsthal": Uranbergbau und Zwangsarbeit in der Tschechoslowakei nach 1945. Berlin: Lit, 2009. vii, 847 s. Geschichte; Bd. 87. ISBN 978-3-8258-1766-4.

## Ocenění
V roce 2011 obdržel Otfrid Pustejovsky Uměleckou cenu česko-německého uvědomění.